# Weisslingen
Weisslingen is een gemeente en plaats in het Zwitserse kanton Zürich, en maakt deel uit van het district Pfäffikon.
Weisslingen telt 3037 inwoners.